# Club General Caballero (Juan León Mallorquín)
Club General Caballero é um clube de futebol paraguaio baseado no distrito de Doctor Juan León Mallorquín, departamento de Alto Paraná. Manda seus jogos no Estádio Ka'arendy e atualmente disputa a Primeira Divisão do Campeonato Paraguaio.

## História
Fundado em 21 de junho de 1962 por um grupo de moradores de Juan León Mallorquín, o clube foi um dos fundadores da Liga Ka'arendy de Fútbol, competição de futebol local da qual é um dos maiores vencedores. General Caballero entrou pela primeira vez em uma competição nacional em 2003, quando participou da Copa de Campeones da Unión del Fútbol del Interior, filiada a Associação Paraguaia de Futebol, mas não conseguiu a promoção para a División Intermedia, competição nacional da segunda divisão. Depois de competir novamente em 2004 e 2006 e perder a promoção nas duas vezes, o clube voltou às competições nacionais na Primera B Nacional de 2017 (equivalente a terceira divisão), mas foi eliminado na primeira fase.
Na temporada de 2018, o General Caballero venceu a Primera B Nacional ao derrotar o Nacional de Primero de Marzo na final, mas teve que jogar um play-off de promoção contra o Tacuary, vice-campeão da Primera B Metropolitana, já que o campeonato da Primera B Nacional não premiou seu vencedor com o acesso direto nessa temporada. Depois de empatar em 1–1 na primeira partida, o General Caballero venceu o Tacuary na partida de volta por 2–0 e chegou à segunda divisão pela primeira vez em sua história.
Na temporada 2019, o clube terminou em oitavo lugar na División Intermedia com 41 pontos em 30 jogos, até vencer a competição em 2021 e ser promovido à Primeira Divisão, conquistando o título ao golear o Rubio Ñu, em casa, por 4–1. Com o título se classificou para a Copa Sul-Americana de 2022, sua primeira competição internacional, além de estabelecer o recorde de pontos conquistados na segunda divisão com 73.